# سیارک ۱۹۱۷۳
سیارک ۱۹۱۷۳ (به انگلیسی: 19173 Virginiaterese، نامگذاری:1991GE2) نوزده هزار و صد و هفتاد و سومین سیارک کشف شده‌است که در ۱۵ آوریل ۱۹۹۱ کشف شد.
قدر مطلق سیارک برابر ۲۱.۴ است.